# 929
Năm 929 là một năm trong lịch Julius.